# Communauté d’agglomération Sud Pays Basque
Die Communauté d’agglomération Sud Pays Basque (Gemeindeverband des Großraumes des Baskenlandes) ist ein ehemaliger französischer Gemeindeverband mit der Rechtsform einer Communauté d’agglomération im Département Pyrénées-Atlantiques in der Region Nouvelle-Aquitaine. Sie wurde am 21. Dezember 2012 gegründet und umfasste zwölf Gemeinden. Der Verwaltungssitz befand sich im Ort Urrugne.

## Historische Entwicklung
Der Gemeindeverband entstand 2012 aus seiner Vorgängerorganisation Communauté de communes du Sud Pays Basque.
Mit Wirkung vom 1. Januar 2017 fusionierte er mit 
- Communauté d’agglomération Côte Basque-Adour,
- Communauté de communes Errobi,
- Communauté de communes d’Amikuze,
- Communauté de communes du Pays de Bidache,
- Communauté de communes de Garazi-Baigorri,
- Communauté de communes du Pays d’Hasparren,
- Communauté de communes d’Iholdi-Ostibarre,
- Communauté de communes Nive-Adour sowie
- Communauté de communes de Soule-Xiberoa

und bildete so die Nachfolgeorganisation Communauté d’agglomération du Pays Basque.

## Ehemalige Mitgliedsgemeinden
1. Ahetze
2. Ainhoa
3. Arbonne
4. Ascain
5. Biriatou
6. Ciboure
7. Guéthary
8. Hendaye
9. Saint-Jean-de-Luz
10. Saint-Pée-sur-Nivelle
11. Sare
12. Urrugne